# Pljaska smerti
Pljaska smerti (Пляска смерти) è un film del 1916 diretto da Alexandr Volkov.